# Hemimyzon taitungensis
Hemimyzon taitungensis (台東間吸鰍, 台東間爬岩鰍, hoặc 石貼仔) là một loài cá vây tia thuộc họ Balitoridae.
Loài này chỉ có ở Đài Loan.